# Pachybrachini
Pachybrachini — триба подсемейства скрытоглавов из семейства жуков-листоедов.

## Перечень родов
- Metallactus Suffrian, 1866
- Pachybrachis Chevrolat in Dejean, 1837